# Super Saint-Bernard
Super St-Bernard est une ancienne station de ski située à Bourg-Saint-Pierre, près du col du Grand-Saint-Bernard dans le canton du Valais en Suisse. La station fonctionne de 1963 à 2010 et est depuis devenue l'une des « stations fantômes » notables de Suisse après sa fermeture définitive.

## Histoire

### Ouverture et premières années
Super St-Bernard ouvre en 1963, coïncidant avec la construction du tunnel du Grand-Saint-Bernard qui permet un accès toute l'année entre la Suisse et l'Italie. La station était stratégiquement positionnée au col du Grand-Saint-Bernard, un point de passage historiquement significatif entre les deux pays utilisé depuis l'époque romaine.
La station devient réputée pour son terrain d'altitude élevée et ses chutes de neige fiables, avec des pistes s'étendant jusqu'à la frontière suisse-italienne. L'une de ses pistes notables descend par-dessus la frontière en Italie. L'emplacement de la station à 1 900 mètres d'altitude de base, avec des remontées atteignant 2 770 mètres, offre d'excellentes conditions d'enneigement tout au long de la saison hivernale.

### Période d'exploitation
Pendant ses années d'exploitation, Super St-Bernard attire à la fois des skieurs locaux et des visiteurs internationaux en quête de ski hors-piste dans la poudreuse. La station reçoit généralement 14 mètres de neige chaque hiver, ce qui en fait une destination populaire pour les amateurs de freeride et de ski de randonnée. Le terrain largement orienté au nord de la région aide à préserver la qualité de la neige du début de l'automne jusqu'à la fin du printemps.
La station joue également un rôle dans l'économie de la communauté locale et sert comme une pièce importante d'infrastructure pour la région isolée du col de montagne.

### Difficultés financières et fermeture
Au début des années 2000, Super St-Bernard fait face à des défis financiers importants. La station a des difficultés financières, en partie à cause de son emplacement isolé, et des coûts élevés de maintien des infrastructures de remontées dans des conditions de montagne extrêmes.
En 2002, le village de Bourg-St-Pierre, qui possède et exploite la station, décide qu'elle devrait être fermée. L'hôtelier local Claude Lattion achete la station pour un franc suisse et tente de la maintenir opérationnelle. Malgré ses efforts et ses investissements supplémentaires, en 2010, un investissement de 25 millions de francs suisses est nécessaire pour mettre à jour les remontées, une somme que Lattion ne peut réunir. La station ferme définitivement en 2010 après 47 ans d'exploitation.

## Situation actuelle
Depuis sa fermeture, Super St-Bernard est abandonnée, avec des bâtiments se détériorant lentement et des infrastructures de remontées qui rouillent.
Malgré son état délabré, la zone connait un regain d'intérêt de la part des amateurs de ski de randonnée. L'alpinisme à ski amène de nouveaux visiteurs sur les pentes abandonnées, qui utilisent des peaux de phoque pour monter la montagne sans remontées fonctionnelles.

### Phénomène des stations fantômes
Super St-Bernard fait partie du phénomène croissant des « stations fantômes » dans les Alpes. En Suisse seulement, 20 stations ont fermé au cours des 25 dernières années. Ces fermetures sont attribuées à divers facteurs incluant le changement climatique, les pressions économiques, et le coût élevé de remplacement des infrastructures de remontées vieillissantes.
La marque de ski française Black Crows présente Super St-Bernard dans sa série de films « Ghost Resorts », documentant les domaines skiables abandonnés dans le monde entier et organisant des événements de ski de randonnée guidés dans l'ancienne station.